# کلاغ شمال غرب
کلاغ شمال غرب(نام علمی: Corvus caurinus) نام یک گونه از سرده کلاغ است.